# Saint-Léger-de-Rôtes
Saint-Léger-de-Rôtes és un municipi francès situat al departament de l'Eure i a la regió de Normandia. L'any 2007 tenia 421 habitants.

## Demografia

### Població
El 2007 la població de fet de Saint-Léger-de-Rôtes era de 421 persones. Hi havia 168 famílies de les quals 32 eren unipersonals (16 homes vivint sols i 16 dones vivint soles), 68 parelles sense fills, 60 parelles amb fills i 8 famílies monoparentals amb fills.
La població ha evolucionat segons el següent gràfic:
Habitants censats

### Habitatges
El 2007 hi havia 194 habitatges, 173 eren l'habitatge principal de la família, 18 eren segones residències i 3 estaven desocupats. 192 eren cases i 1 era un apartament. Dels 173 habitatges principals, 155 estaven ocupats pels seus propietaris, 14 estaven llogats i ocupats pels llogaters i 4 estaven cedits a títol gratuït; 1 tenia una cambra, 2 en tenien dues, 20 en tenien tres, 50 en tenien quatre i 100 en tenien cinc o més. 150 habitatges disposaven pel capbaix d'una plaça de pàrquing. A 76 habitatges hi havia un automòbil i a 93 n'hi havia dos o més.

### Piràmide de població
La piràmide de població per edats i sexe el 2009 era:
| Homes | Edats   | Dones |
| ----- | ------- | ----- |
| 0     | 95 o +  | 0     |
| 4     | 90 a 94 | 0     |
| 0     | 85 a 89 | 0     |
| 0     | 80 a 84 | 0     |
| 16    | 75 a 79 | 4     |
| 4     | 70 a 74 | 4     |
| 16    | 65 a 69 | 8     |
| 4     | 60 a 64 | 12    |
| 12    | 55 a 59 | 0     |
| 28    | 50 a 54 | 28    |
| 12    | 45 a 49 | 20    |
| 24    | 40 a 44 | 20    |
| 12    | 35 a 39 | 20    |
| 16    | 30 a 34 | 0     |
| 4     | 25 a 29 | 20    |
| 16    | 20 a 24 | 4     |
| 12    | 15 a 19 | 12    |
| 28    | 10 a 14 | 16    |
| 16    | 5 a 9   | 20    |
| 0     | 0 a 4   | 0     |

## Economia
El 2007 la població en edat de treballar era de 282 persones, 203 eren actives i 79 eren inactives. De les 203 persones actives 179 estaven ocupades (112 homes i 67 dones) i 24 estaven aturades (5 homes i 19 dones). De les 79 persones inactives 34 estaven jubilades, 16 estaven estudiant i 29 estaven classificades com a «altres inactius».

### Ingressos
El 2009 a Saint-Léger-de-Rôtes hi havia 173 unitats fiscals que integraven 418 persones, la mediana anual d'ingressos fiscals per persona era de 20.796 €.

### Activitats econòmiques
Dels 8 establiments que hi havia el 2007, 1 era d'una empresa extractiva, 1 d'una empresa de construcció, 2 d'empreses de comerç i reparació d'automòbils, 1 d'una empresa d'informació i comunicació, 1 d'una empresa financera i 2 d'empreses de serveis.
L'únic servei als particulars que hi havia el 2009 era una lampisteria.
L'any 2000 a Saint-Léger-de-Rôtes hi havia 11 explotacions agrícoles que ocupaven un total de 342 hectàrees.

## Equipaments sanitaris i escolars
El 2009 hi havia una escola elemental integrada dins d'un grup escolar amb les comunes properes formant una escola dispersa.

## Poblacions més properes
El següent diagrama mostra les poblacions més properes.